# Oreszec (obwód Płowdiw)
Oreszec (bułg. Орешец) – wieś w Bułgarii, w obwodzie Płowdiw, w gminie Asenowgrad. Według danych szacunkowych Ujednoliconego Systemu Ewidencji Ludności oraz Usług Administracyjnych dla Ludności, 15 czerwca 2020 roku miejscowość liczyła 37 mieszkańców. W rejonie wsi występują liczne jaskinie.